# Zbrodnie w Krzywusze
Zbrodnie w Krzywusze – zbrodnie dokonane na polskiej ludności wsi Krzywucha w 1943 roku w czasie kilku napadów UPA na wieś.

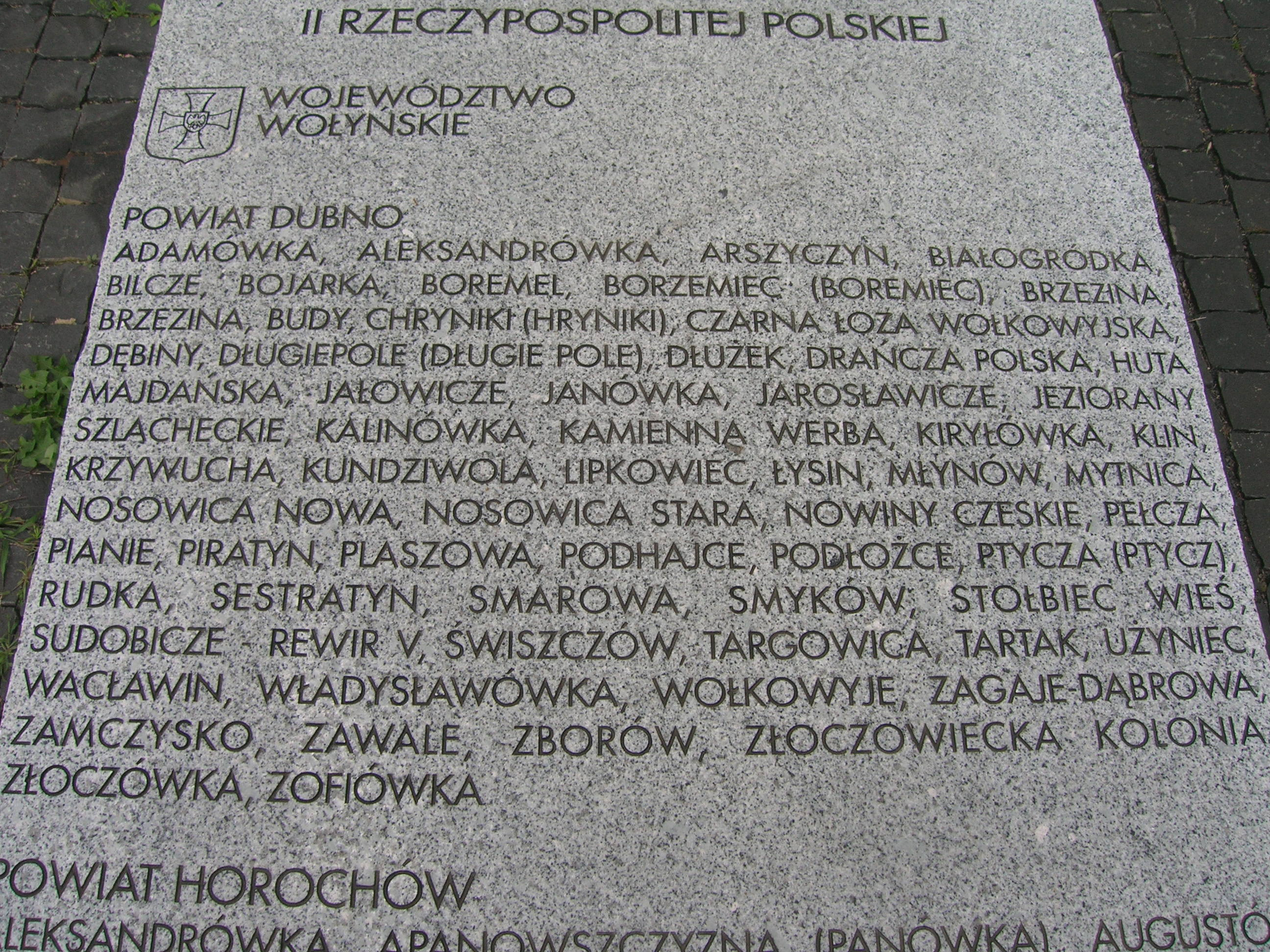
Tablica Pomnika Rzezi Wołyńskiej w Warszawie wymieniająca Krzywuchę

Krzywucha była wsią zamieszkaną zarówno przez Ukraińców, jak i Polaków, z przewagą tych pierwszych. Według wspomnień zgromadzonych przez Władysława i Ewę Siemaszków na początku 1943 Polacy, w obawie przed napadem, zorganizowali we wsi wartę, która miała ostrzec przed ewentualnym napadem ze strony UPA. Mimo to w kwietniu tego samego roku oddział UPA wszedł do wsi i spalił kilka zagród polskich, zabijając ok. 20 osób. W drugim napadzie spalone zostało gospodarstwo Polaka nazwiskiem Broczek, dowódcy warty, a on sam zamordowany razem z żoną w czasie ucieczki z płonących zabudowań.
Największego napadu na Krzywuchę UPA dokonała w sierpniu 1943, wchodząc nocą do wsi, otaczając polskie domy i zabijając wszystkich mieszkańców. Zginęło wówczas ok. 70 osób.